# Curcuma euchroma
Curcuma euchroma es una planta de la familia de las zingiberáceas.

## Taxonomía
Curcuma euchroma fue descrita por Valeton  y publicado en Bulletin du Jardin Botanique de Buitenzorg II, 27: 42. 1918.
Sinonimia
- Amomum zerumbet J.Koenig
- Curcuma officinalis Salisb.
- Curcuma zerumbet Roxb.
- Erndlia subpersonata Giseke[2]

## Nombres comunes
- cedoaria larga y redonda de Asia, cujate de Cuba.[3]